# Daibutsuyō
Daibutsuyō (大仏様, lit. « style grand Bouddha ») est un style architectural religieux japonais apparu à la fin du XIIe siècle ou au début du XIIIe siècle. Avec le wayō et le zenshūyō, c'est l'un des trois styles les plus importants développés par le bouddhisme japonais sur la base des modèles chinois.

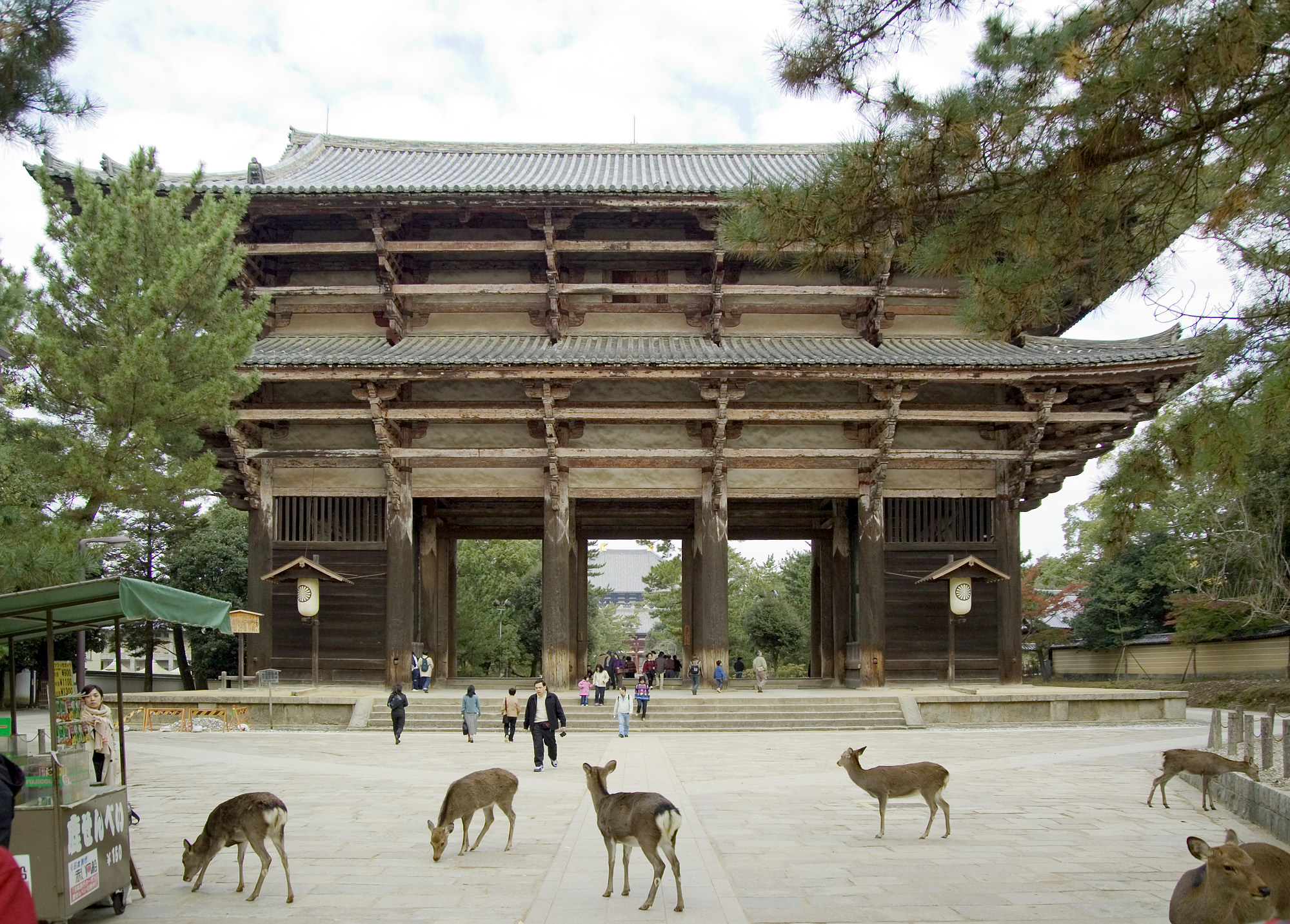
Le nandaimon du Tōdai-ji est l'un des rares exemples existant du style daibutsuyō.

Appelé à l'origine  tenjikuyō (天竺様, lit. « style indien »), il doit son nom moderne au spécialiste Ōta Hirotarō qui l'a ainsi renommé au XXe siècle car ce style n'a rien à voir avec l'Inde. Ōta a créé ce nom en s'inspirant de l’œuvre de Chōgen, en particulier le daibutsuden du Tōdai-ji.
Vite abandonné après la mort de son créateur, sans doute parce qu'il n'est pas en harmonie avec les goûts japonais, par ses solutions rationnelles il a néanmoins influencé d'autres styles de construction. Durant l'époque Muromachi, la combinaison du wayō avec des éléments du style daibutsuyō devient si fréquente qu'il est parfois appelé shin-wayō (新和様, « nouveau wayō ») par les spécialistes. Ce style grandiose et monumental est l'antithèse du simple et traditionnel style wayō. Le nandaimon à Tōdai-ji et le Amida-dō à Jōdo-ji à Ono en sont les exemples les plus représentatifs,.

## Histoire

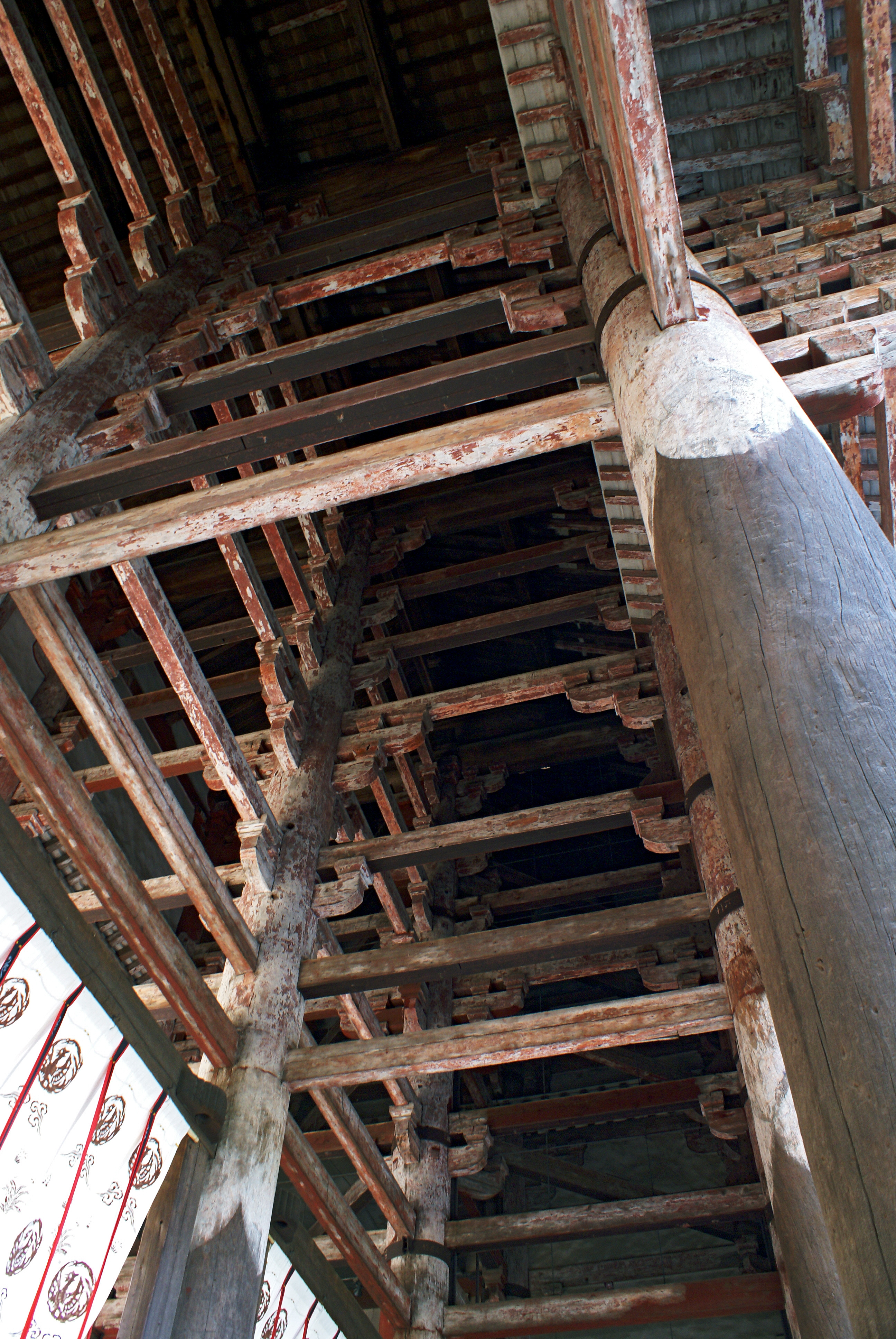
Intérieur du nandaimon du Tōdai-ji.

Le style est introduit par le moine Chōgen qui dirige en 1180 la reconstruction du Tōdai-ji, détruit durant la guerre de Genpei. Chōgen vient de rentrer du dernier de ses trois voyages en Chine et choisit donc l'architecture de la dynastie Song comme base de l'ouvrage. Il est soutenu dans son travail novateur par le premier shōgun, Minamoto no Yoritomo.
De son travail sur le temple ne subsistent que trois édifices, le nandaimon déjà mentionné qui reste la meilleure illustration de ce qu'est le style daibutsuyō, le kaizandō et le hokkedō. Les traits les plus caractéristiques de la porte sont des groupes de supports à six palier (tokyō) faisant saillie directement hors des colonnes et reliés les uns aux autres tout au long de la façade. Durant l'époque d'Edo, le daibutsuden, bâtiment principal du temple, est aussi reconstruit dans ce style auquel il donne son nom.
Chōgen construit d'autres bâtiments dans ce style à proximité et autour de Nara, dont l'amida-dō à Jōdo-ji à Ono est un bon exemple encore existant.
Le style décline rapidement après la mort de son créateur, sans doute parce qu'il n'est pas en accord avec les goûts japonais. Les éléments structurels sont traités comme des éléments de conception, et la rugosité délibérée de l'édifice est censé constituer une partie de sa beauté. Mais le concept est probablement trop étranger aux contemporains de Chōgen, et se trouve rejeté.

## Caractéristiques

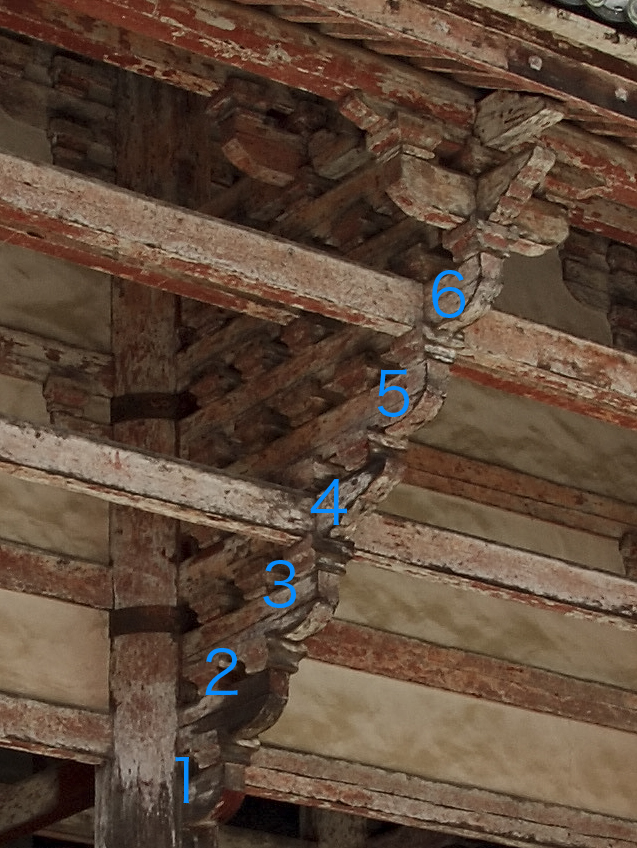
Nandaimon (détail). Noter le tōrihijiki à découvert.

Le style daibutsuyô fut de courte durée mais innovant, et bon nombre des idées qu'il a introduites ont été adoptées par d'autres styles. En particulier durant l'époque Muromachi, le style traditionnel wayō en est si fortement influencé que le mélange des deux est parfois appelé shin-wayō.
- Travail de bois épais et imposant aspect général et utilisation de poutres entrantes. Au cours de l'époque de Heian, les temples sont construits en n'utilisant que des poutres non entrantes, nageshi (長押?), conçues pour s'adapter autour des colonnes et des piliers et pour être clouées. Le style daibutsuyō d'abord, puis le style zenshūyō plus tard, les remplacent par des poutres entrantes, nuki (貫?), qui traversent véritablement les colonnes et sont ainsi beaucoup plus efficaces contre les tremblement de terre[5],[6]. Les nageshi sont cependant conservées en tant qu'éléments décoratifs.

- Éléments de structure épais et visibles avec fonction décorative. Comme il a déjà été mentionné, de nombreux éléments structurels sont laissés à découvert et ont une fonction décorative. Les éléments de soutien du toit par exemple ne sont pas couverts par un plafond et sont donc entièrement visibles de l'intérieur du temple[6]. Les liens de supports de stabilisation du nandaimon, tōrihijiki (通り肘木?), qui courent sur toute la largeur de la porte sont également pleinement visibles (voir photo sur la droite). Les autres styles les cachent, au moins partiellement. Les éléments structurels sont beaucoup plus épais que dans les bâtiments zen[6].

- Le sashihijiki (挿肘木?) est un bras de support inséré directement dans une colonne au lieu de reposer sur un bloc de support au-dessus d'un pilier, comme cela est le cas dans le style wayō précédent. Au Tōdai-ji, tant le nandaimon que le daibutsuden disposent de six sashihijiki les uns sur les autres (mutesaki tokyō).

- Les ōgidaruki (扇垂木?, lit. « chevrons en éventail »)[6] sont un autre détail unique à ce style. Les chevrons soutenant chaque coin du toit se déploient à partir d'un seul point, à la façon d'un éventail.

- Kibana. Les extrémités de chaque poutre en saillie aboutissent dans une structure en forme de nez appelée kibana (気鼻?, lit. « nez en bois »)[6].

## Exemples du styledaibutsuyō

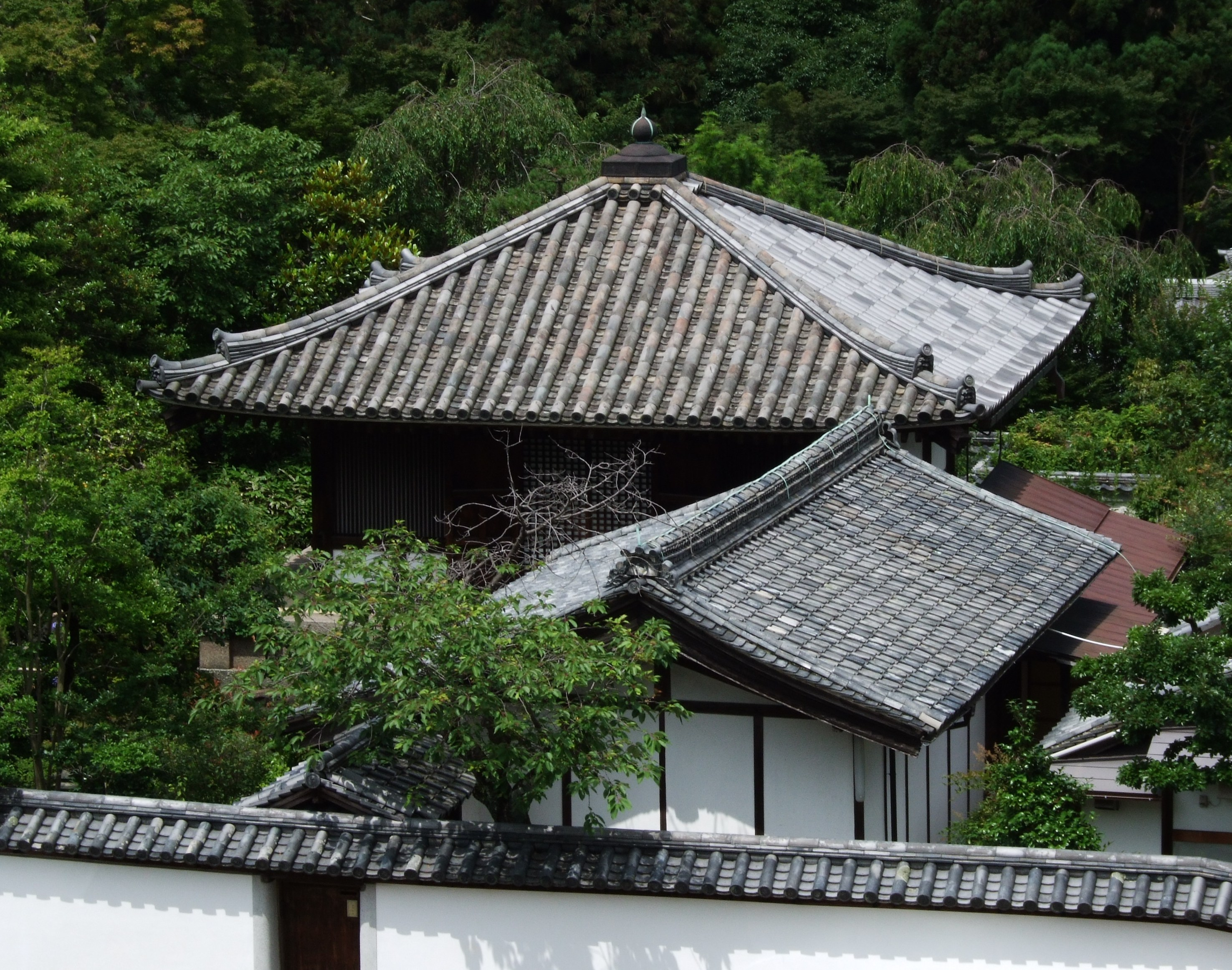
Kaizan-dō du Tōdai-ji.
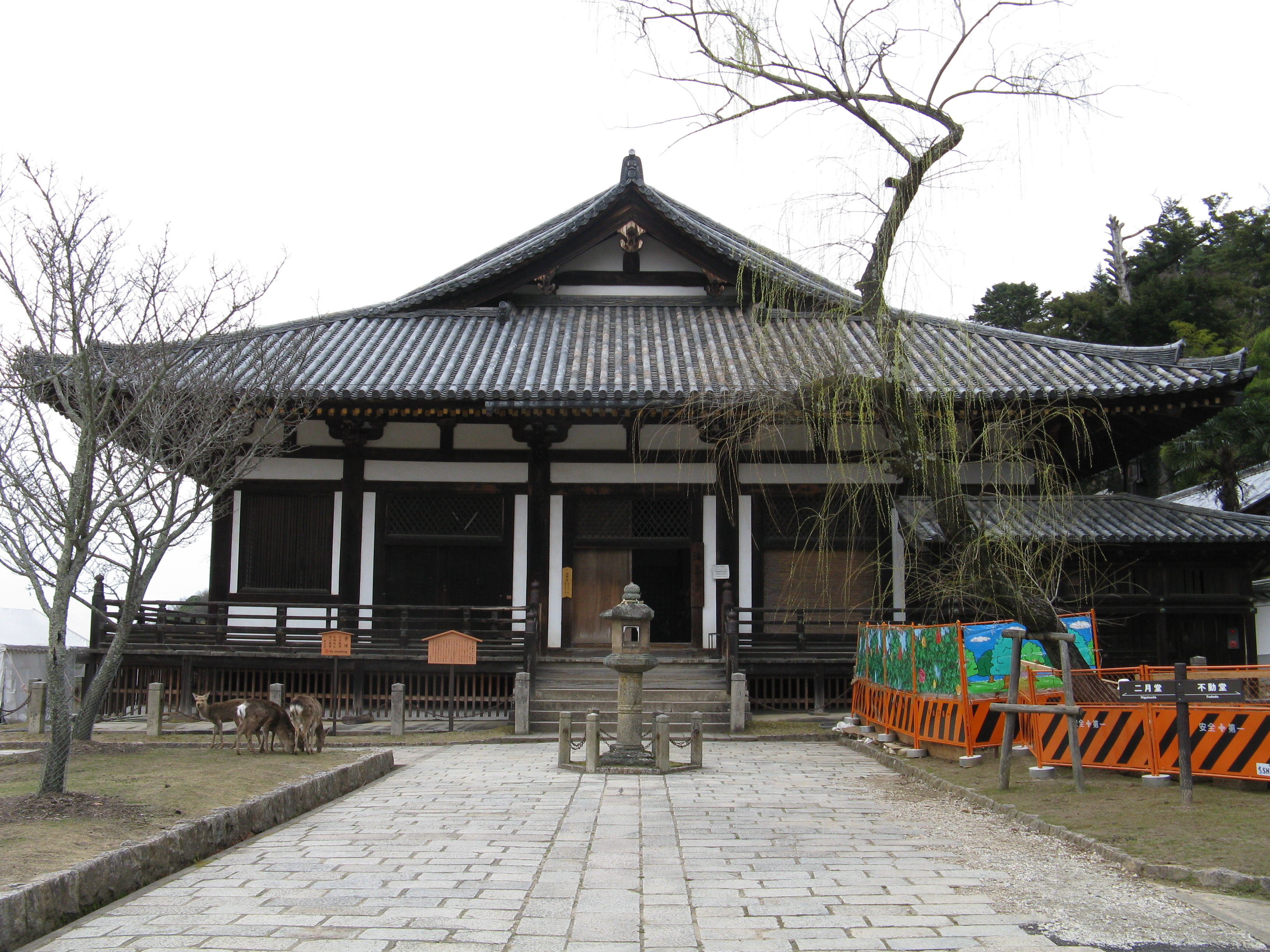
Hokke-dō du Tōdai-ji.
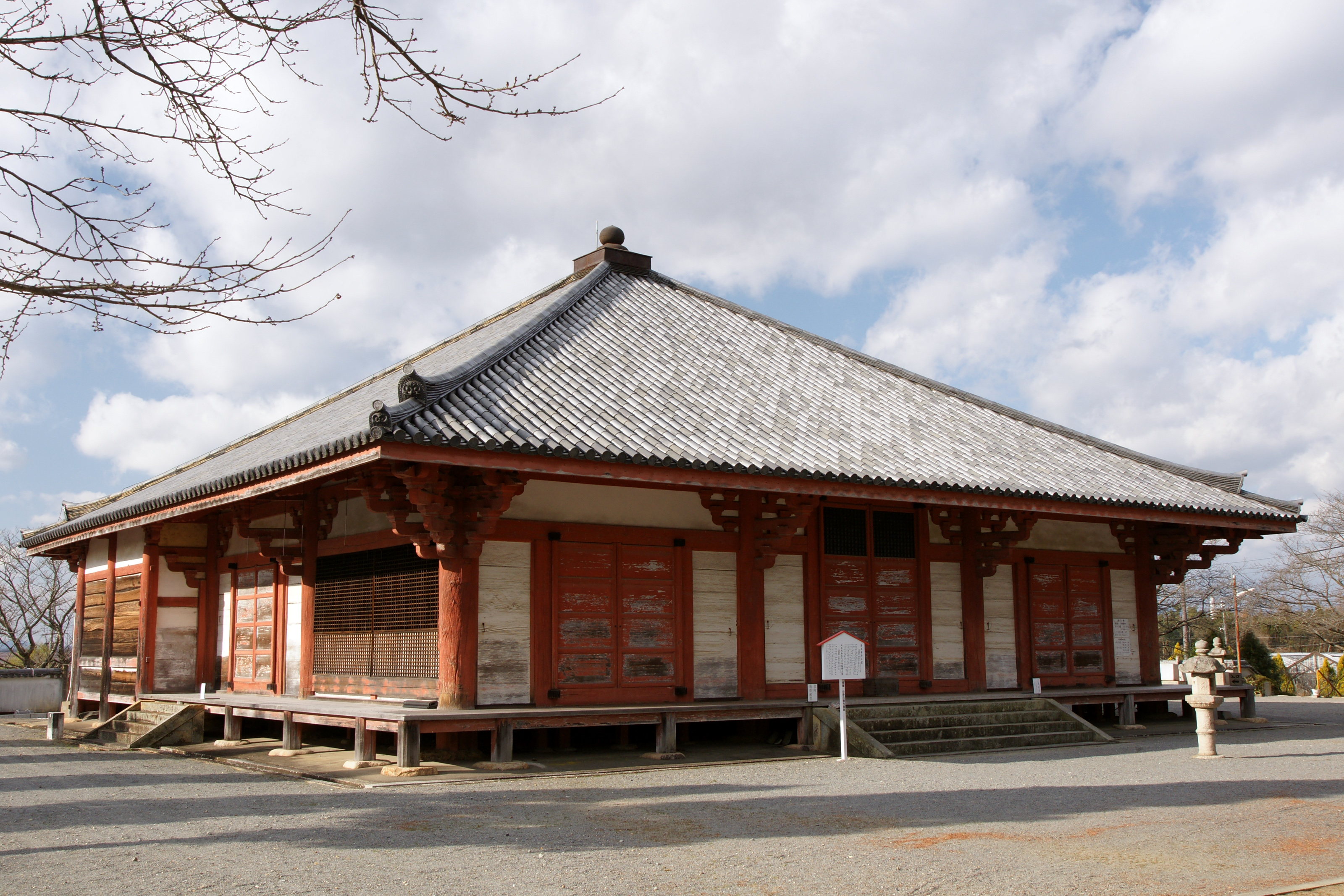
Amida-dō du Jōdo-ji.